# اتحادیه کارگران هنر
اتحادیۀ کارگران هنر (به انگلیسی: Art Workers' Guild) (اختصاری AWG) سازمانی است که در سال ۱۸۸۴ میلادی توسط گروهی از نقاشان، مجسمه‌سازان، معماران و طراحان انگلیسی مرتبط با ایده‌های ویلیام موریس و جنبش هنر و صنایع دستی تأسیس شد. این صنف «وحدت همۀ هنرها» را ترویج کرد و تمایز بین هنرهای زیبا و کاربردی را انکار کرد. این سازمان با حرفه‌ای‌سازی معماری – که در آن زمان توسط مؤسسۀ سلطنتی معماران بریتانیایی ترویج می‌شد – با این اعتقاد که این امر مانع طراحی می‌شود، مخالفت کرد. دیوید کراولی از دانشگاه برایتون در کتاب خود در سال ۱۹۹۸ میلادی، مقدمه‌ای بر سبک ویکتوریایی، بیان کرد که اتحادیه «هستۀ وظیفه‌شناس جنبش هنر و صنایع دستی» است.